# Liolaemus chacoensis
Espèce
Synonymes
- Liolaemus emmae Donoso-Barros, 1970

Statut de conservation UICN

 LC  : Préoccupation mineure
Liolaemus chacoensis est une espèce de sauriens de la famille des Liolaemidae.

## Répartition et habitat
Cette espèce se rencontre en Bolivie, au Paraguay dans la région du Chaco et en Argentine dans les provinces du Chaco, de Catamarca, de Córdoba, de San Luis et de La Rioja. On la trouve entre 250 et 800 m d'altitude. Elle vit sur le sol de la forêt tropicale sèche.

## Description
C'est un saurien ovipare.

## Étymologie
Son nom d'espèce, composé de chaco et du suffixe latin -ensis, « qui vit dans, qui habite », lui a été donné en référence au lieu de sa découverte, la région du Chaco.

## Publication originale
- Shreve, 1948 : A new Liolaemus from Paraguay. Copeia, vol. 1948, no 2, p. 111-112.